# Duumviri
I duumviri (o duoviri) erano magistrati dell'antica Roma, eletti in coppie per ragioni di reciproco controllo e consiglio, allo scopo di soprintendere a pubblici uffici o delicati incarichi politici e amministrativi.
La carica, normalmente, aveva durata annuale.
Secondo la tradizione annalistica, l'istituzione dei duumviri risale all'Età regia di Roma e viene attribuita al Re Tullo Ostilio, il quale nominò i primi duumviri perduellionis, incaricati di giudicare i delitti di lesa maestà. L'occasione fu il giudizio per  superstite degli Orazi che assassinò la sorella Camilla.
In epoca repubblicana, si ha notizia anche dei "Duumviri frumento dividundo", i magistrati delegati per l'annona, e dei "Duumviri navales", nominati dai comizi tributi (Comitia Populi Tributa), con incarico di comando sulla flotta.
Anche per le colonie, venivano spesso nominati dei Duumviri con funzioni politiche, amministrative, sacerdotali o militari. Tali figure, in seguito, divennero stabilmente dei magistrati elettivi, cui affidare incarichi amministrativi nelle colonie.